# Cudotwórca (film 1992)
Cudotwórca (ang. Leap of Faith) – amerykański komediodramat z 1992 roku w reżyserii Richarda Pearce’a, który przedstawia historię wędrownej grupy naciągaczy. Zdjęcia kręcono w Teksasie.

## Obsada
- Steve Martin – Jonas Nightengale
- Debra Winger – Jane Larson
- Lolita Davidovich – Marva
- Liam Neeson – szeryf Will Braverman
- Lukas Haas – Boyd
- Meat Loaf – Hoover
- Philip Seymour Hoffman – Matt